# La Entrada
La Entrada é uma cidade de Honduras que se encontra no departamento de Copán.